# Parallelografo

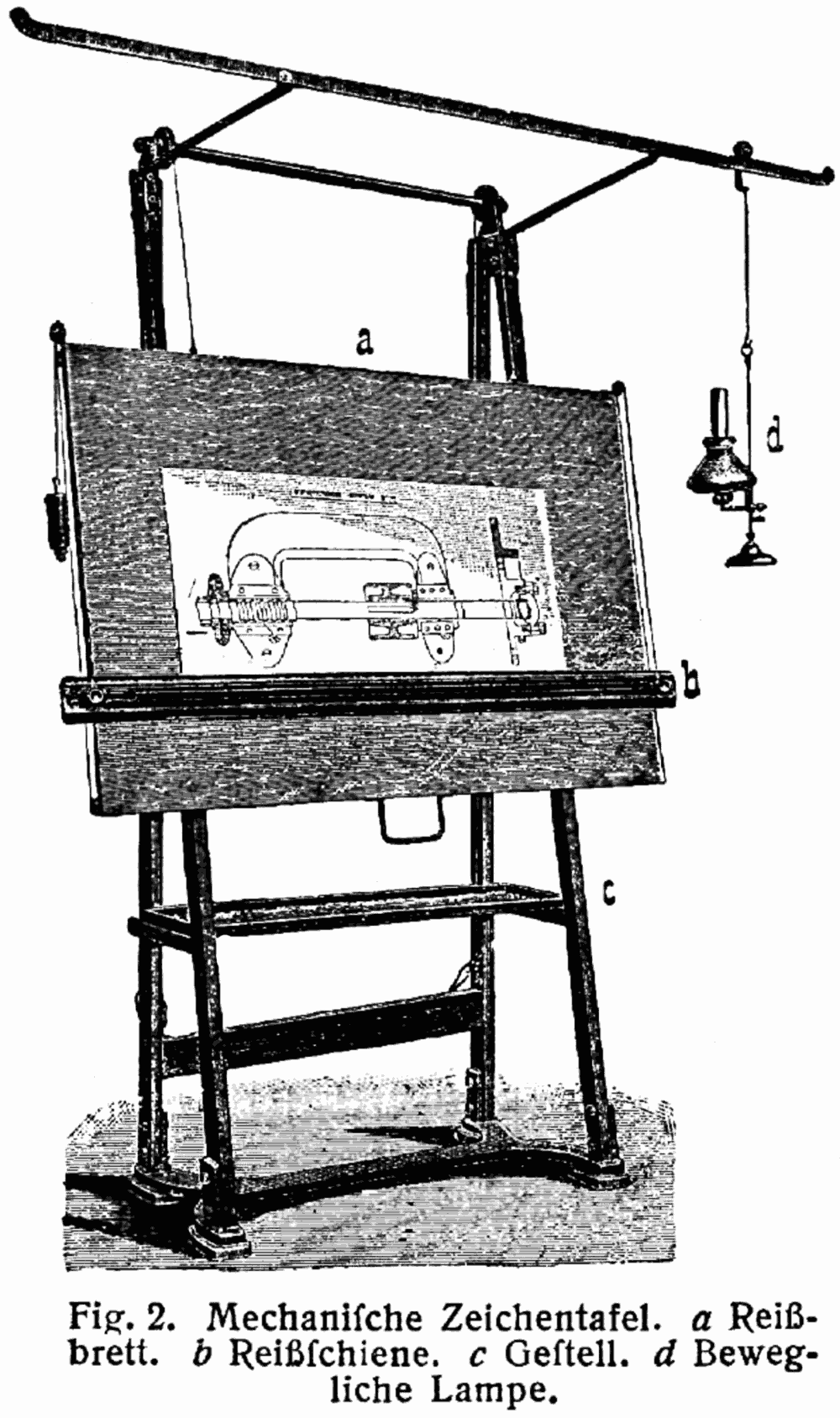
Antico tavolo da disegno con parallelografo

Il parallelografo (o riga parallela) è una riga per disegno tecnico che scorre sul piano di lavoro con movimento parallelo controllato da cavi intrecciati e carrucole.
Con l'utilizzo del parallelografo il disegnatore può tracciare righe tra loro parallele. Con l'ausilio di squadre in appoggio alla riga del parallelografo si possono tracciare anche righe perpendicolari tra loro o con angolazioni dettate dalle squadre in uso.
Il parallelografo può essere fissato su banco o su tavolo da disegno. 